# Moserhof-Schlössl

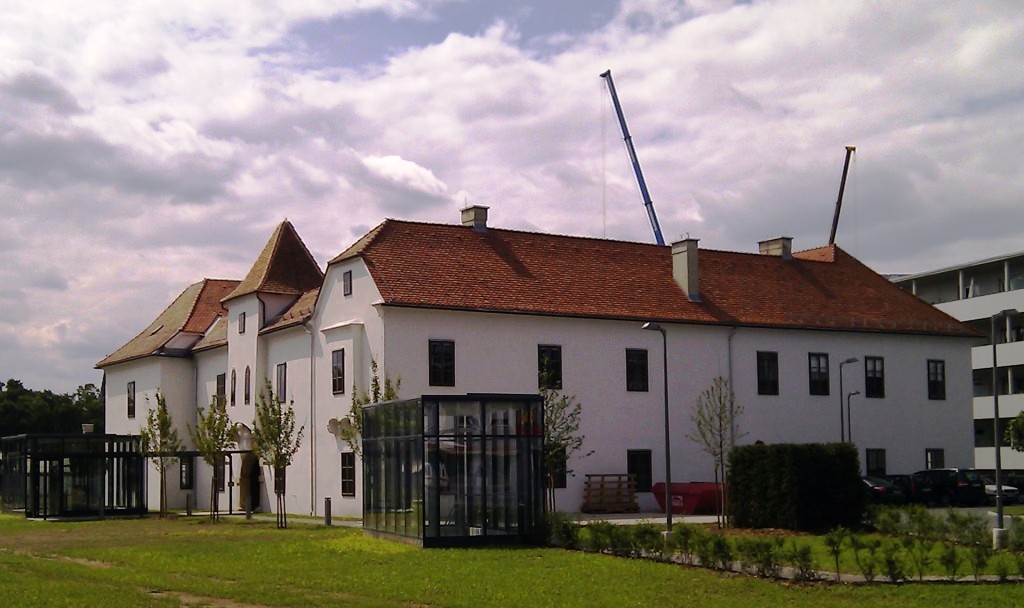
Moserhof-Schlössl (2011)

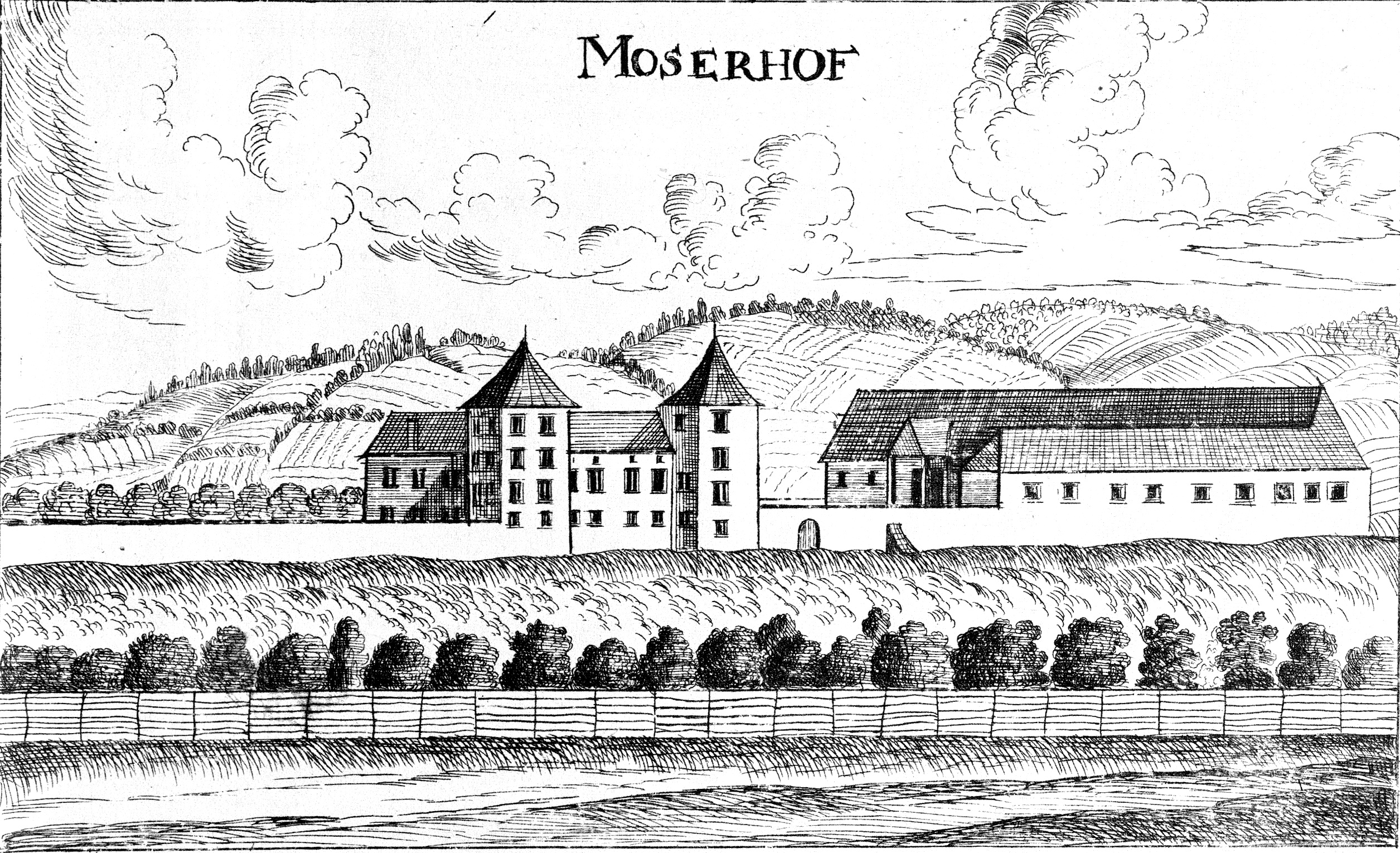
Das Moserhof-Schlössl nach einem Stich von Georg Matthäus Vischer, 1681

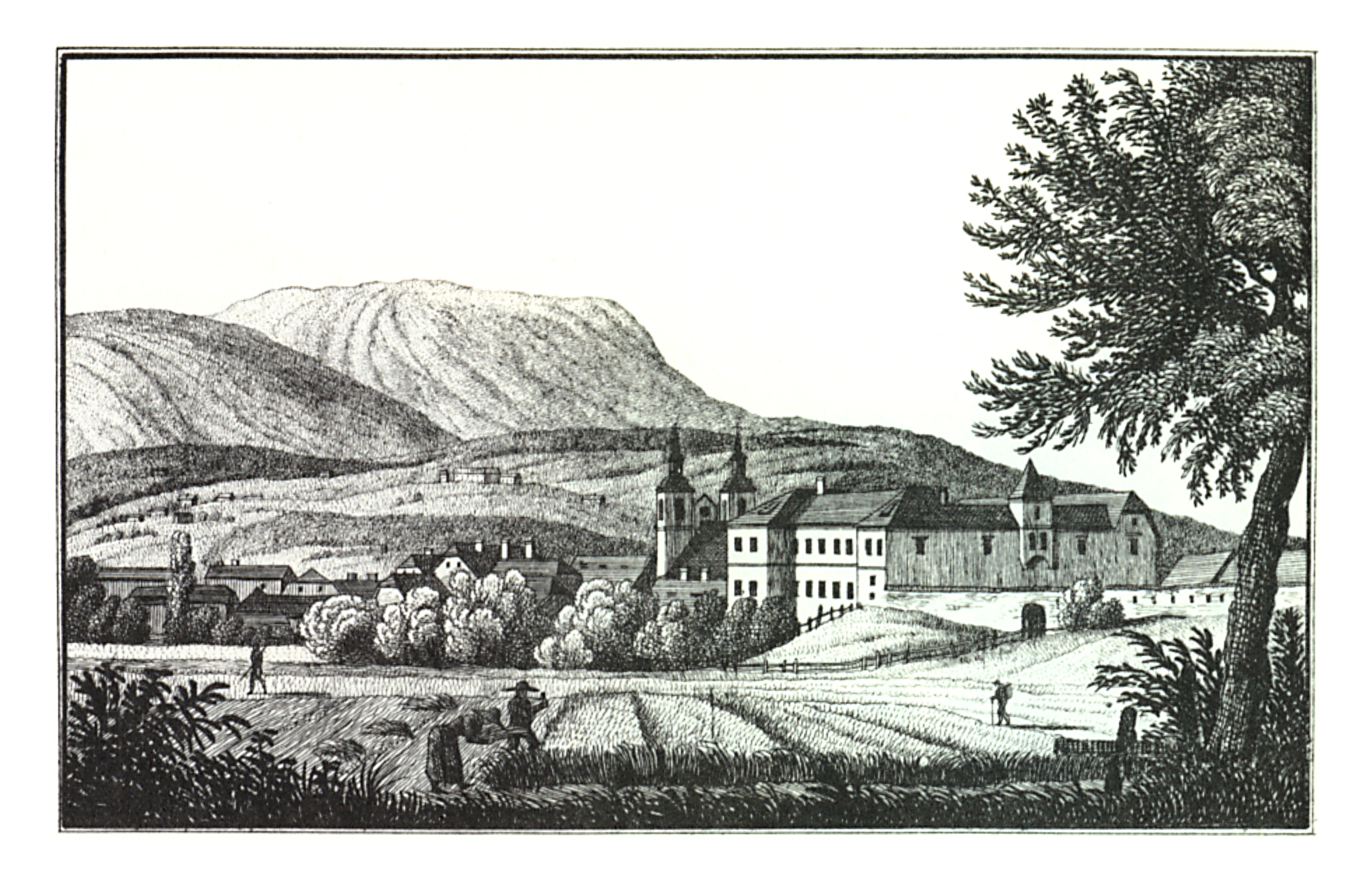
Moserhof-Schlössl um 1830, Lith. Anstalt J.F. Kaiser, Graz

Das Moserhof-Schlössl, auch bekannt als Messe-Schlössl, ist ein kleines Stadtschloss in der Münzgrabenstraße Ecke Moserhofgasse am Rand der steil abfallenden Murterrasse im sechsten Grazer Stadtbezirk Jakomini. Während der Grazer Messe ist es Teil des Vergnügungsparks.

## Geschichte
Das Schloss trug Ende des 14. Jahrhunderts den Namen „Hof zu Harmsdorf“ und liegt an der mittelalterlichen Verkehrsachse nach Süden, der Münzgrabenstraße. Im Jahr 1580 erfolgte ein Umbau, den Ludwig Camillo Suardo in Auftrag gegeben hatte. Ab dem Jahr 1598 trug der Edelsitz den Namen „Spanhof“ und war Mittelpunkt einer kleinen Herrschaft der Familie Suardo. L. S. Suardo erbat vom Landesfürsten die Umbenennung des Hofes in „Müntzgraben“, was ihm auch erlaubt wurde.
Ab 1609 befand sich das Moserhof-Schlössl im Besitz des Grazer Handelsmannes Matthias Moser, von dem es seinen Namen erhielt. Danach waren die Freiherren von Jauerburg und von Gabelkhoven die Eigentümer der Anlage. Vor 1848 befand sich im Schloss die Fabrik des Grazer Galvanisuers Carl von Frankenstein in den Räumlichkeiten. Nach schweren Kriegsbeschädigungen im Zweiten Weltkrieg wurde es 1959 und 1960 wieder hergestellt. Direkt neben dem kleinen Schloss gab es früher eine Radrenn- und eine Trabrennbahn.

## Architektur
Das Moserhof-Schlössl besitzt einen zwei-geschoßigen Baublock und glatte Fassaden im Baustil der Spätrenaissance. An der Südost-Ecke und am Westflügel weist es türmchenartige Vorsprünge auf. Das Rundbogen-Steinportal birgt die Wappen von Franz Anton (rechts) und von Johann Ignaz Freiherr von Jauerburg (links). Beide stammen aus dem Jahr 1733. Darüber befinden sich ein kleiner Turm, Spitzbogenfenster und das Zeltdach. Im Inneren des Moserhof-Schlössls befinden sich Arkaden und Lauben sowie im Obergeschoß des Süd-Flügels eine ehemalige Kapelle mit einem spätgotischen Gewölbe.